# Folkets hus, Lojo
Lojo folkets hus (finska: Lohjan työväentalo) är ett folkets hus i Lojo i Finland. Huset byggdes år 1906 av Lojo arbetarförening på tomten som hyrdes från kammarherre Hjalmar Linder. Hyran var fem mark per år.

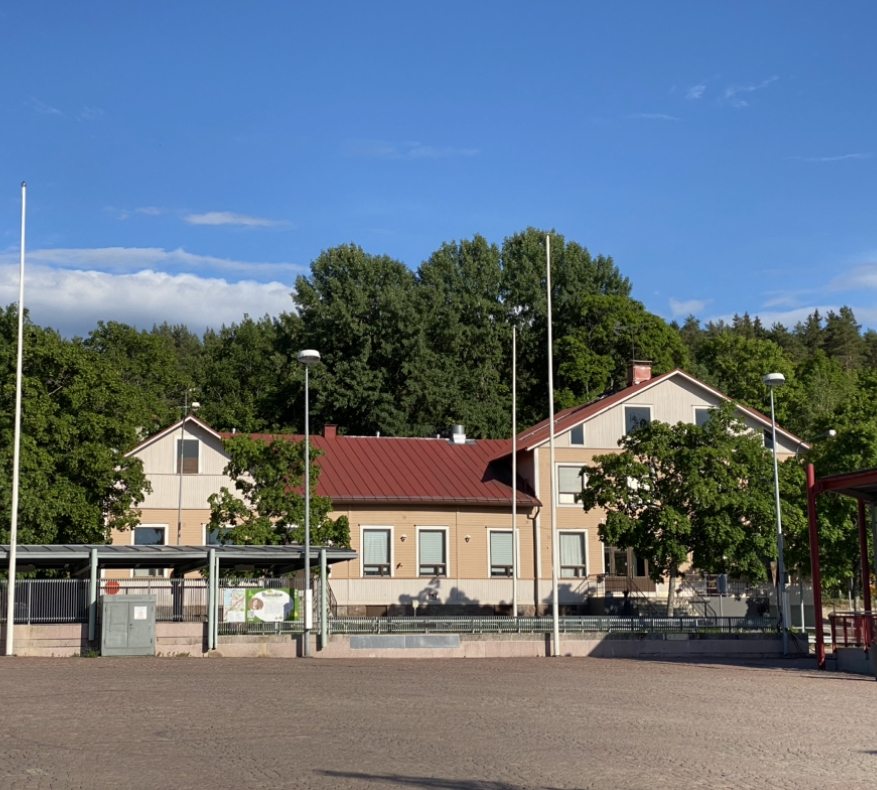
Lojo folkets hus på sommaren 2023.

Lojo folkets hus utvidgades första gången år 1908. Husets stenfot är gjord av granit från ön Liessaari. Den andra gången utvidgades huset år 1922 och då fick huset sitt nuvarande utseende. Det finns en festsal, en cafeteria, ett kök och en möteslokal i huset. Lojo folkets hus ligger på sin ursprungliga plats vid Lojo salutorgs sydostliga sida. 